# Loch Dubh Cnoc na File
Loch Dubh Cnoc na File ist ein Süßwassersee auf der schottischen Hebrideninsel North Uist beziehungsweise in der traditionellen Grafschaft Inverness-shire.

## Beschreibung
Der See liegt im Süden von North Uist auf einer Höhe von 17 Metern über dem Meeresspiegel. In einer äußerst dünn besiedelten Region gelegen, sind die Ufer von Loch Dubh Cnoc na File unbesiedelt. Die nächstgelegene Siedlung ist zwei Kilometer nordwestlich gelegene Weiler Locheport. Loch Dubh Cnoc na File ist nicht durch Straßen erschlossen. Die nächstgelegene Straße verläuft durch Locheport entlang der Südküste von Loch Euphort. Etwa vier Kilometer südwestlich verläuft die A865.
Der Loch Dubh Cnoc na File weist eine maximale Länge von 0,49 Kilometern bei einer maximalen Breite von 0,34 Kilometern auf, woraus sich eine Seefläche von sieben Hektar und ein Umfang von zwei Kilometern ergeben. Die mittlere Tiefe des Loch Dubh Cnoc na File beträgt 5,3 Meter, woraus ein Volumen von 363.662 Kubikmetern resultiert. Sein Einzugsgebiet umfasst 48 Hektar und besteht zu etwa 73,1 % aus Moorland, während Grundwasser 23,6 % des Zuflusses ausmacht. Das Einzugsgebiet erstreckt sich im Wesentlichen nach Süden und umfasst auch mehrere kleinere Seen. Der See verfügt über keine benannten Zuflüsse. Vom Nordufer fließt ein unbenannter Fluss ab, der über mehrere zusammenhängende Seen in die Lagune Oban nam Fiadh am Loch Euphort, eine Bucht der Schottischen See, entwässert.